# 빌리브 스카이
빌리브 스카이(영어: VILLIV Sky)는 대한민국 대구광역시 달서구 감삼동에 위치한 초고층 아파트다. 총 3개동으로 구성되어 있다. 지상 48층이고 지하 4층이다. 2019년에 착공하여 2022년에 완공되었다. 신세계건설에 건설하였다. 오피스텔과 아파트가 있는 건물은 101동이 유일하다.

## 역사
2018년 신세계건설은 서대구에 지상 48층짜리 주상복합단지 아파트인 빌리브 스카이를 건립한다고 한다. 2019년 1월 분양을 마치고 착공했다. 그 이후에는 청약이 있다. 이후 3월에 착공하였고 4월 빌리브 스카이 단지 내 상가인 빌리브 더 플레이스를 분양한다. 2022년에 완공되었고 8월 12일에 개장했다.

## 구성
빌리브 스카이의 구성이다.
| 동 명칭 | 층수 | 높이 |
| ------- | ---- | ---- |
| 101동   | 48층 | 172m |
| 102동   | 48층 | 169m |
| 103동   | 48층 | 169m |

## 높이
최고 높이는 172m고 최고 층수는 48층이다. 완공 후 달서구에서 가장 높은 마천루가 되었다. 현재 달서구에서 가장 높은 마천루다. 2022년에 완공된 170m 이상의 건물은 101동이다. 2007년에 착공하여 2010년에 완공 후 8월 26일에 사용승인된 월드마크 웨스트엔드(105동 45층, 143m)보다 높은 마천루다.

## 특징
아파트와 오피스텔이 있다. 101동에만 있는 내부 시설이다. 대구에서 2번째로 건설된 빌리브 브랜드 아파트다. 라운지, 사우나, 피트니스 등 시설이 있다. 난방방식은 개별난방, 도시가스다. 아파트는 504세대고 오피스텔은 48실이다. 총 552세대 (공동주택 : 504세대 / 오피스텔 : 48실)다.

## 내부 시설

### 101동
| 층수                | 용도                     |
| ------------------- | ------------------------ |
| 26층 ~ 48층         | 아파트                   |
| 25층                | 피난안전구역             |
| 14층 ~ 24층         | 아파트                   |
| 6층 ~ 13층          | 오피스텔                 |
| 5층                 | 주민공동시설, 관리사무소 |
| 1층 ~ 4층           | 근린생활시설             |
| 지하 4층 ~ 지하 1층 | 지하주차장               |

### 102동, 103동
| 층수                | 용도                     |
| ------------------- | ------------------------ |
| 26층 ~ 48층         | 아파트                   |
| 25층                | 피난안전구역             |
| 6층 ~ 24층          | 아파트                   |
| 5층                 | 주민공동시설, 관리사무소 |
| 1층 ~ 4층           | 근린생활시설             |
| 지하 4층 ~ 지하 1층 | 지하주차장               |

## 같이 보기
- 대한민국의 마천루 목록
- 대구광역시의 마천루 목록